# Tipula phaedina
Tipula phaedina är en tvåvingeart som först beskrevs av Alexander 1927.  Tipula phaedina ingår i släktet Tipula och familjen storharkrankar. Inga underarter finns listade i Catalogue of Life.